# Cathédrale Saint-Jérôme de Saint-Jérôme
Pour l’article homonyme, voir Cathédrale Saint-Jérôme de Digne.
La cathédrale Saint-Jérôme est une église catholique latine située à Saint-Jérôme, au Québec (Canada). Il s'agit de la cathédrale du diocèse de Saint-Jérôme–Mont-Laurier. Elle a été construite de 1897 à 1900 pour remplacer une plus petite église située à en face de la cathédrale actuelle. En 1999 et 2005, elle a été citée comme monument historique par la Ville de Saint-Jérôme. La cathédrale comprend un musée honorant le curé Labelle et l'histoire du diocèse ainsi qu'un sanctuaire dédié à la Vierge Marie.

## Description

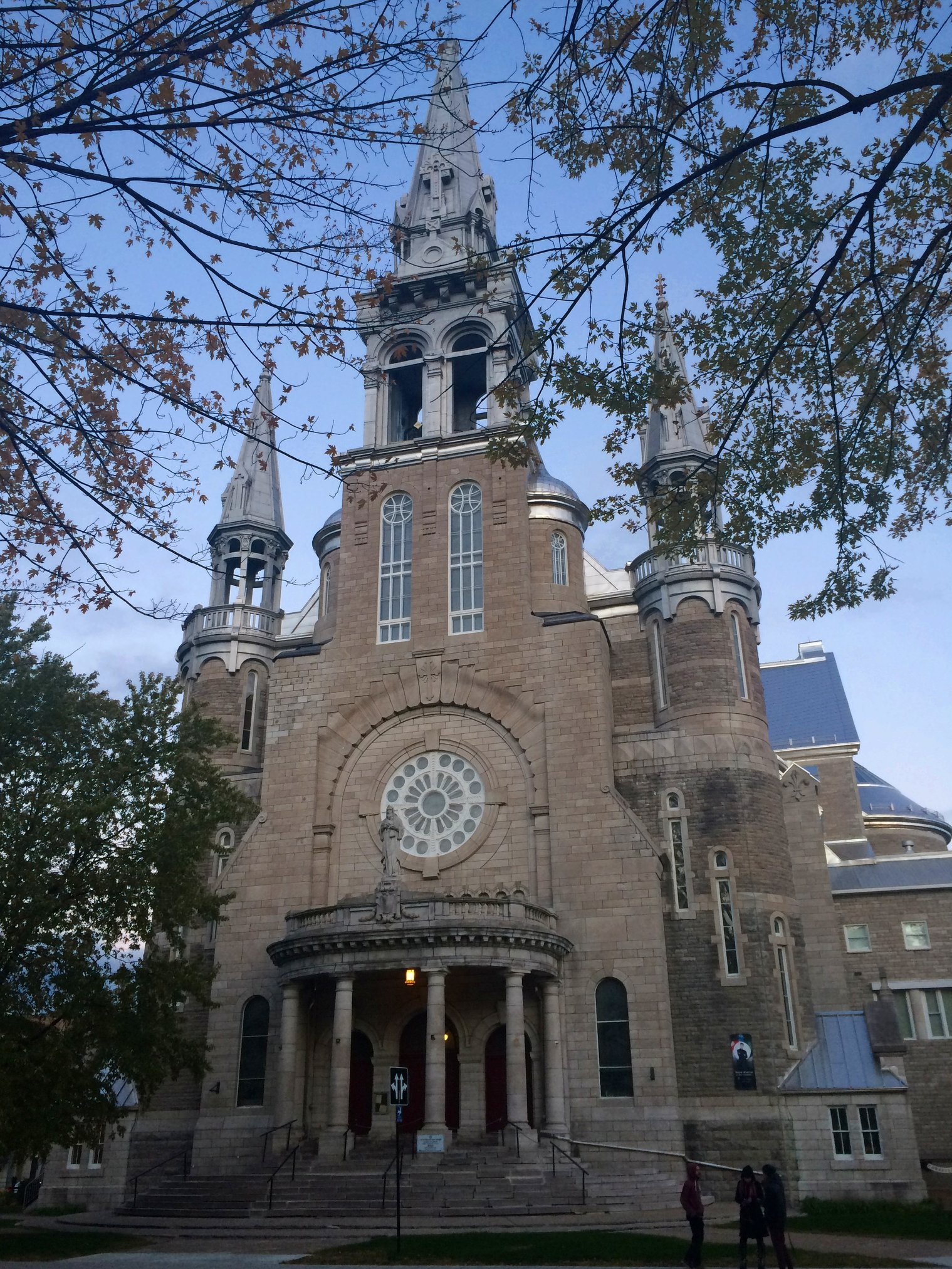
Façade de la cathédrale Saint-Jérôme.

La cathédrale Saint-Jérôme est une église catholique sise au 355, rue Saint-Georges à Saint-Jérôme, au Québec,.
L'extérieur de cette cathédrale est majoritairement en pierre de taille lisse et à bossage et le toit est en tôle posée à la canadienne. Cette église de style éclectique est très grande, elle mesure 24,6 m de haut, 76,9 m de long et 30,7 m de large. Elle comprend un grand narthex situé en dessous des orgues Casavant et une rosace située près du jubé qui s'harmonise avec les vitraux fabriqués en France. Delphis-Adolphe Beaulieu a créé les verrières groupées en triptyques et coulées dans le plomb. Elles représentent des scènes de l'Évangile.
Depuis quelques années, la cathédrale possède un musée honorant le curé Labelle et l'histoire diocésaine. Un sanctuaire est dédié à la Vierge Marie et les restes du premier évêque ont été ramenés dans un tombeau.
Le presbytère est relié à la cathédrale et il est mis à disposition des membres du clergé du diocèse. En 1954, on procède à son agrandissement pour mieux répondre à sa nouvelle vocation en tant que centre administratif du diocèse Saint-Jérôme–Mont-Laurier.

## Histoire

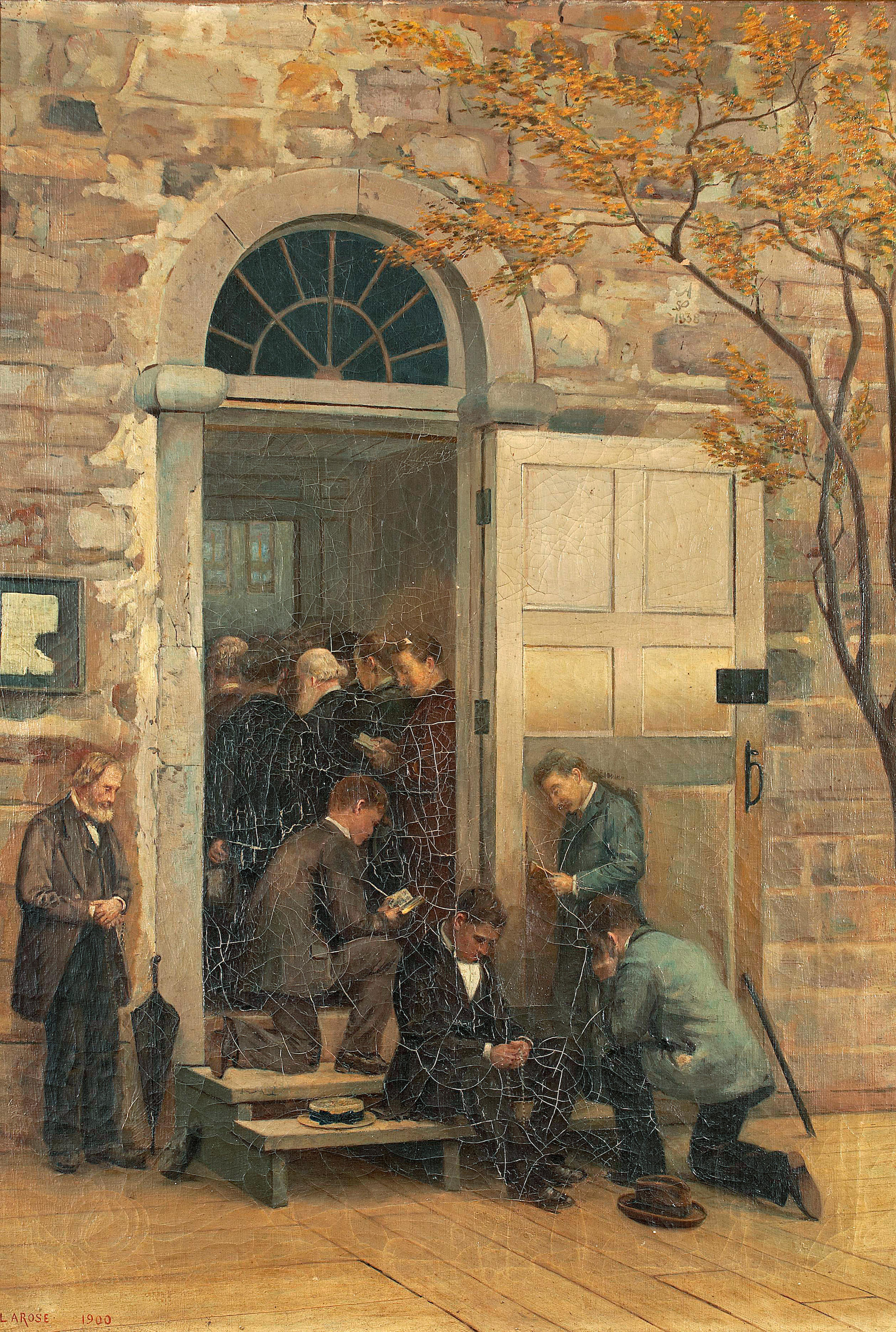
La messe à l'église (débordante de fidèles) à Saint-Jérôme, par Ludger Larose, 1900

La paroisse a été érigée canoniquement en 1834. L'église actuelle a été construite de 1897 à 1900 pour remplacer une plus petite église située à proximité,. Elle a été consacrée le 13 mai 1978. Effectivement, elle n’était plus adaptée aux besoins des fidèles en raison de la colonisation massive vers le nord, due à la création de l’Industrie Rolland,en 1882. Les plans sont assignés à l’architecte montréalais Casimir Saint-Jean pour la construction de la cathédrale qui sera de style romano-byzantin. Le 22 janvier 1900, le curé Lafortune célèbre une première cérémonie liturgique dans cette église. Les 401 bancs ont été vendus au prix moyen de 9 $ chacun, donc la fabrique a réalisé un profit de 4 000 $.
D’importants travaux sont entrepris de 1923 à 1925, car l’église présente des signes d’usure perçus comme dangereux. Il y a un manque de ventilation dans les combles et certaines pièces de la charpente sont endommagées. C’est Joseph-Égide-Césaire Daoust qui a dessiné les nouveaux plans de ce lieu de culte, qui ont ensuite été mis en œuvre par Charles Larin. Ces travaux de rénovations changent de façon considérable l’intérieur et l’extérieur de l’église. Elle témoigne de l’influence de l’architecture éclectique au tournant du 19e jusqu’à la fin du 20e siècle. En ce qui concerne la façade, un toit est bâti au-dessus de l’entrée principale, la coupole extérieure est retirée et trois clochers de style art déco sont installés. À l’intérieur, la voûte est abaissée de plusieurs pieds, la rosace est modifiée, des verrières sont ajoutées, le revêtement du plancher est remplacé par du terrazzo et les murs sont refaits puis peints en blanc et or. La restauration de l’église entraîne une dette importante qui va être contestée par les paroissiens. Le curé Brosseau, instigateur de ce projet de rénovation, arrive à rembourser une partie de la dette avec le drame de La Passion, une pièce de théâtre qui fut présentée de 1925 à 1928.

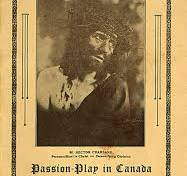
Programme de présentation de la pièce

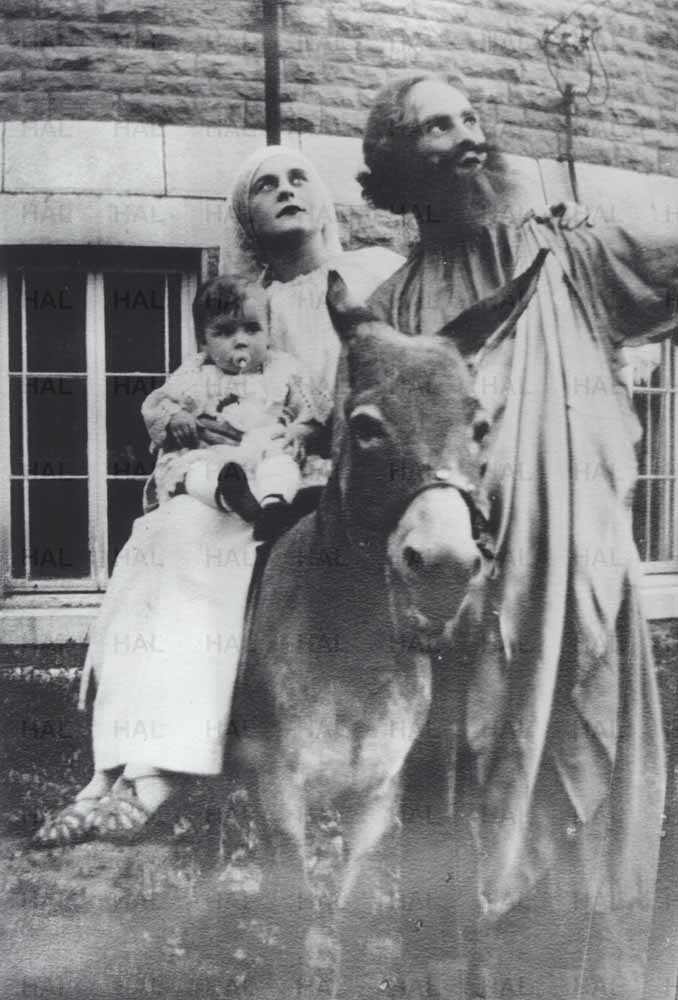
Photo des acteurs de la pièce (Joseph, Marie et Jésus)

La pièce de théâtre La passion a réussi à faire connaitre la ville à travers l’Amérique du Nord. À l'origine, la présentation de la pièce est destinée à rembourser le montant nécessaire pour rénover la cathédrale de la ville. Le curé Brosseau a cette idée parce que la dime est insuffisante pour rembourser l’entièreté du montant initial lié aux rénovations. Le drame en question est joué de 13h30 à 21h avec un entracte de 1h30 entre 17h30 et 19h, pour souper, et est joué par plus de 1100 acteurs et figurants, la plupart interprétés par des habitants de la ville. Environ 200 techniciens sont présents durant l’évènement pour s’assurer du bon déroulement de la pièce. Elle est divisée en cinq actes et 25 tableaux. Cette pièce retrace les derniers instants de Jésus Christ, juste avant sa mort. Son rôle est joué par Hector Charland. La pièce est un franc succès puisqu’elle sera rejouée à plusieurs reprises entre 1925 et 1928. En effet, plus de 25000 personnes assistent au drame sur la mort du Christ durant la première année seulement. Plusieurs affiches seront d’ailleurs écrites en anglais pour le public venant des États-Unis et du Canada anglais. De plus, lors de la deuxième année de la présentation, on décide de construire un amphithéâtre plus grand uniquement pour la pièce, signe de sa popularité. La dernière représentation a lieu le 28 aout 1928 au forum de Montréal.  Cet évènement est un bon exemple de l’esprit de communauté et de dévotion des habitants de la ville de Saint-Jérôme. Une rue porte le nom de « rue de la Passion » en l’honneur de l’évènement historique qui fait connaitre la ville au reste de l’Amérique du Nord la ville au début du 20e siècle.
À l’époque, l’Église assurait son financement avec la dîme, chaque paroissien avait l’obligation de verser 10 % de son salaire à l’Église. Il y avait également les dons; les membres de l’église pouvaient faire des donations lors des cérémonies liturgiques.
La cathédrale constitue un point de repère pour les catholiques de Saint-Jérôme. C’est un endroit pour se ressourcer, aller écouter la messe, admirer les 14 vitraux dans la nef et les 21 groupes de trois verrières dans la voûte. Ce lieu de culte de tradition catholique est utilisé pour des célébrations spéciales et des cérémonies liturgiques.
En 1908, un chemin de croix est ajouté à l'église. Le 23 juin 1951, le diocèse de Saint-Jérôme est érigé,. Le 5 juillet suivant, Émilien Frenette fut nommé comme premier évêque et il choisit l'église Saint-Jérôme comme cathédrale,,.
Depuis le concile Vatican II tenu dans les années 1960, des réaménagements ont été apportés à certaines parties de la cathédrale comme l'ambon, l'autel le baptistère et la cathédrale.
En 1999 et en 2005, la cathédrale Saint-Jérôme a été citée monument historique par la Ville de Saint-Jérôme.

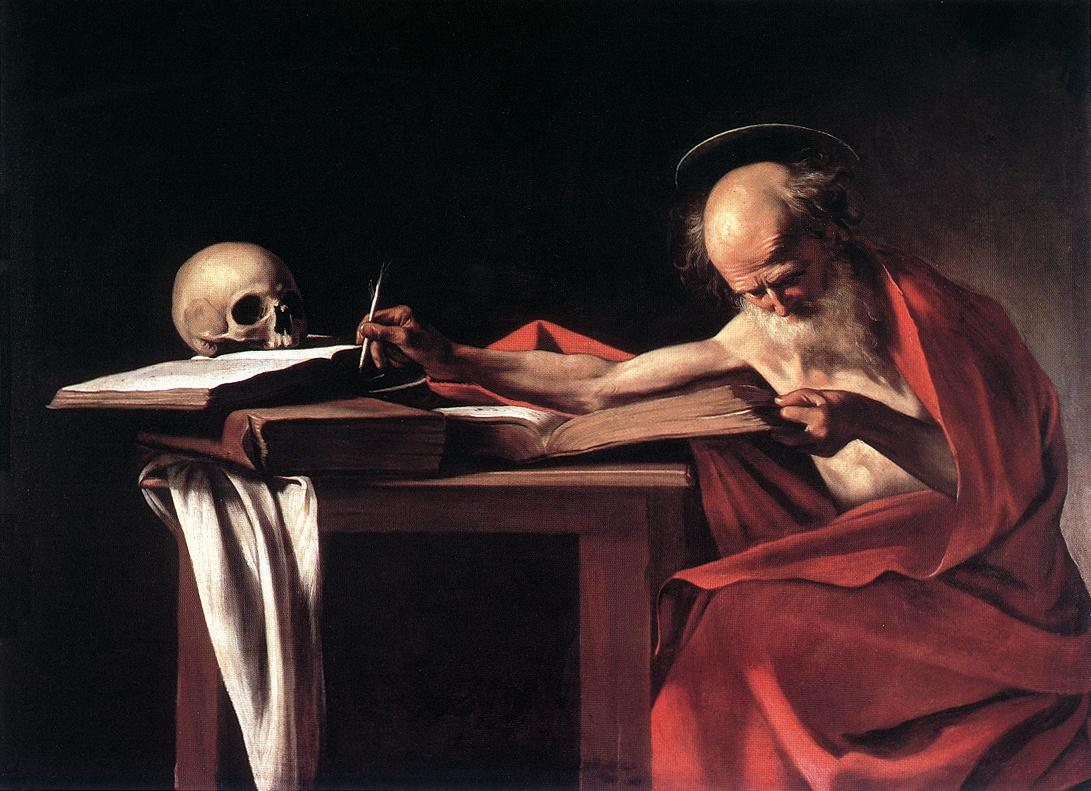
Saint Jérôme, saint patron de la cathédrale.

La paroisse actuellement rattachée à la cathédrale a été érigée en 2004.

## Religion
La cathédrale Saint-Jérôme est la cathédrale du diocèse de Saint-Jérôme–Mont-Laurier,. La paroisse catholique qui lui est rattachée est également nommée Saint-Jérôme.
Le saint patron de la cathédrale est saint Jérôme.